# Censor (Rome)
Censor (Latijn = beoordelaar, schatter), was in de Romeinse Republiek de naam van een ambtenaar die om de vijf jaar werd verkozen om de census (volkstelling) te houden.
Ook hielden de censoren toezicht op het gedrag van de burgers.

## Functiebeschrijving

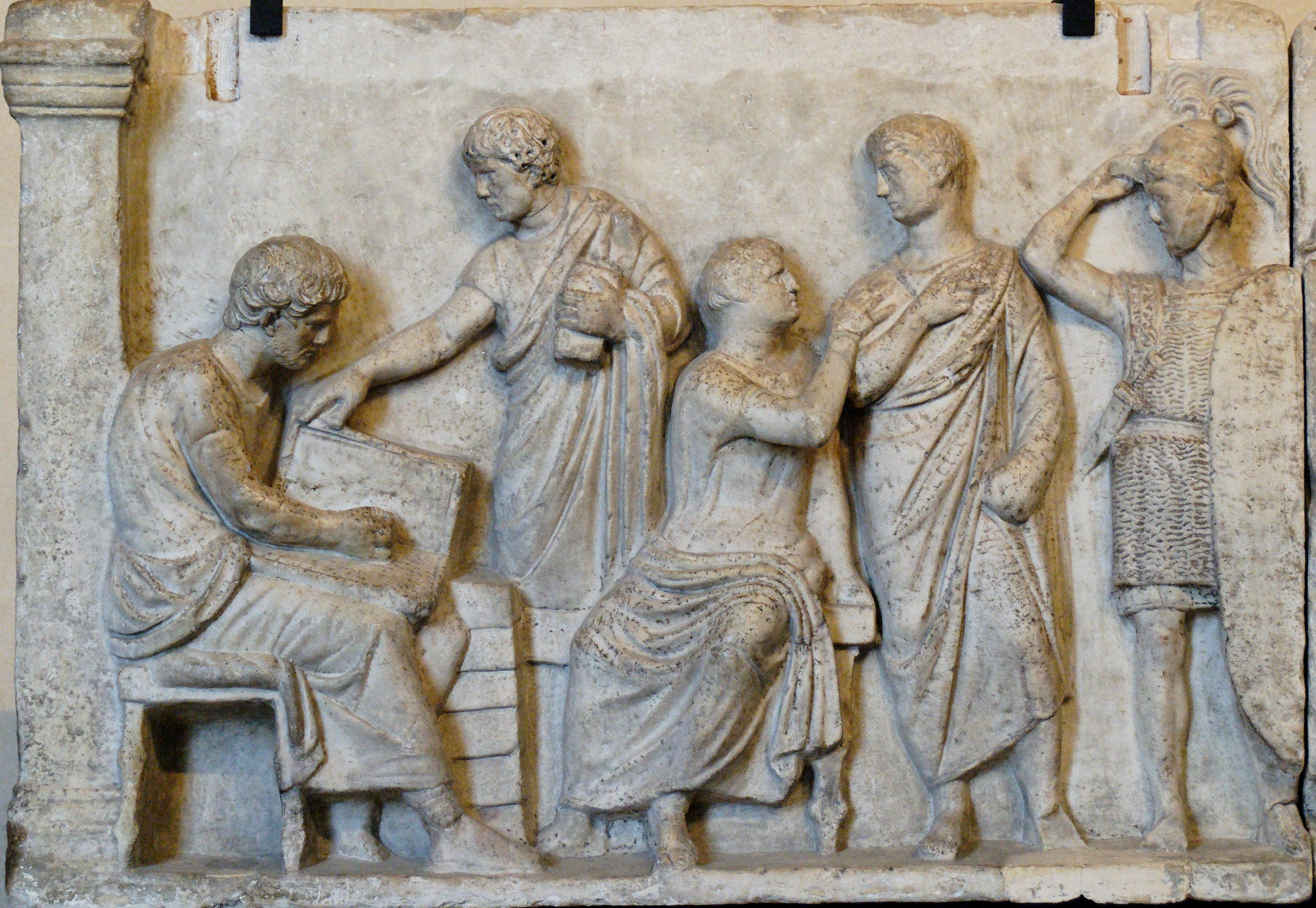
Een burger schrijft zich in bij de censor (detail van het zogenaamde « altaar van Domitius Ahenobarbus », eind 2e eeuw, Louvre).

De censoren hadden als taak het opmaken en bijhouden van de lijsten der burgers en hun 'keuring' voor de militaire dienst, met bijbehorende schatting (census) van hun vermogen en hun indeling in vermogensklassen met evenredige politieke rechten op grond van deze schatting.
Uit de schatting ontwikkelde zich ook het toezicht op de zeden (regimen morum): zij konden burgers die zich misdroegen een berisping (nota censoria) toedienen en zelfs het stemrecht ontnemen, en equites uit de ridderstand stoten. Ook de samenstelling van de Senaat (Lectio senatus) werd mettertijd hun bevoegdheid (in de praktijk benoemden zij enkel om de vijf jaar opvolgers voor de vacante zetels!).
Verder hadden zij de aanbesteding van en het toezicht op openbare werken en gebouwen, waterleidingen en wegen, en ook de verpachting en verkoop van staatseigendom, en de verpachting van tol en andere indirecte belastingen waren hun opgedragen.

## Verkiezing en ambtsduur
Om de vijf jaar werden in de comitia centuriata nieuwe censoren gekozen. Zij werden voor de duur van vijf jaar benoemd, maar oefenden in feite hun functie maar achttien maanden uit. De afgelopen periode van vijf jaar werd plechtig afgesloten met een offer, het zgn. lustrum (< Latijn lustrare = ritueel zuiveren).
Tot hun onderscheidingstekenen behoorden de sella curulis (= een ivoren zitje in de Senaat) en de toga praetexta (met een purperen zoom), die hen meteen als de hoogste magistraten determineerden.

## Verkiesbaarheidsvoorwaarden
Censoren waren in de regel gewezen consuls. Aanvankelijk moesten de beide censoren patriciërs zijn, maar in 339 v.Chr. werd het recht van plebejers op één censorplaats uitdrukkelijk vastgesteld.
Men beschouwde het als een zeer grote eer het ambt (censura) te mogen bekleden: het gold als de morele bekroning van een politieke carrière, want de kandidaten moesten bekendstaan om hun integriteit en hun onberispelijke levenswandel.
Het ambt werd door Sulla (ca. 80 v.Chr.) sterk beknot omdat hij de censoren het recht ontnam de Senatoren te benoemen. Later verdween het als vast ambt, omdat in de keizertijd het opmaken van een lijst van stemgerechtigden in de volksvergadering geen enkele zin meer had.

## Moderne betekenis
Omdat de Romeinse censors ook toezicht hielden op het gedrag van de burgers, wordt het woord tegenwoordig ook vaak gebruikt voor iemand die een ander beoordeelt, of die censuur uitoefent.